# Annesorhiza wilmsii
Annesorhiza wilmsii är en flockblommig växtart som beskrevs av H.Wolff. Annesorhiza wilmsii ingår i släktet Annesorhiza och familjen flockblommiga växter. Inga underarter finns listade i Catalogue of Life.